# Mammuth (duo comico)
(Frase ricorrente di Diego Casale durante lo sketch delle "Parole scomposte")
I Mammuth sono un duo comico composto da Diego Casale e Fabio Rossini.
Il duo propone alcune parole suddivise in modo tale che una singola parola diventi una frase, ma questo gioco enigmistico viene reso umoristico dalle strampalate frasi di Casale. Il duo ha riscosso un grande successo con la partecipazione al programma comico Zelig Circus nel 2006.